# Frederic Conant
Frederic Warren Conant (Santa Bárbara, 9 de fevereiro de 1892 — Los Angeles, 24 de março de 1974) foi um velejador estadunidense, medalhista olímpico. Ele competiu nos Jogos Olímpicos de Verão de 1932 na classe 6 Metre e conquistou a medalha de prata na disputa a bordo do Gallant com Robert Carlson, Temple Ashbrook, Emmett Davis, Donald Wills Douglas Jr. e Charles Smith.
Ele estudou engenharia civil na Cornell University, graduando-se em 1914. Após a formatura, ele se juntou ao Exército dos Estados Unidos e mais tarde lutou na Batalha de Fort Hidalgo. Ele se casou com Dorothy Davis em 1918, com quem teve dois filhos, Peter e Dick. Depois de deixar o serviço militar, ele trabalhou no escritório de arquitetura de seu cunhado e construiu sua própria casa em Hollywood em 1925.